# Drie visioenen van Sint Mesrop
Drie visioenen van Sint Mesrop is een compositie van Alan Hovhaness. Hovhaness verwijst met zijn muziek naar de heilige Mesrop Masjtots, Hovhaness is half-Armeens. De muziek is conform de titel doet vermoeden, meditatief. De drie visioenen zijn:
- Celestial Mountain (Hemelse berg)
- Celestial bird (Hemelse vogel)
- Celestial alphabet (Hemels alfabet, Mesrop lag aan de basis van het Armeense alfabet)

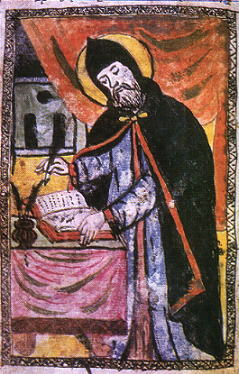
Weergave van Mesrop uit 1776

## Discografie
- privé-uitgave: Christina Fong (viool) en Arved Ashby (piano)